# George Hindori
Dewendrepersad (George) Hindori (Paramaribo, 13 augustus 1933 - 26 januari 1986) was een Surinaams politicus.

## Biografie
Door het vertrek van het VHP-Statenlid K. Nandoe kwam Hindori rond 1968 in de Staten van Suriname. Bij de verkiezingen van 1969 en 1973 werd hij herkozen. In de aanloop naar de onafhankelijkheid van Suriname in 1975 was hij de tweede man van de Vooruitstrevende Hervormings Partij (VHP), geleid door Jagernath Lachmon. De partij was de grootste tegenstander van onmiddellijke onafhankelijkheid van Nederland. Midden 1975 stapten drie leden uit de NPK-fractie waardoor er in de Staten van Suriname geen meerderheid meer was voor onafhankelijkheid. Na een reis naar Nederland veranderde Hindori van positie, waarbij hij de voorkeur gaf aan onmiddellijke onafhankelijkheid en brak hij met de VHP. Vervolgens steunde hij het onafhankelijkheidsbeleid van premier Henck Arron.
Na aanvankelijk verzet tegen onafhankelijkheid, gaf zijn beslissing om over te lopen naar de Surinaamse onafhankelijkheidsbeweging, de beweging voldoende stemmen om de onafhankelijkheid van Nederland veilig te stellen. Hij bekleedde de functie van permanent secretaris bij het ministerie van Landbouw.